# 森林山 (堪薩斯州)
森林山（英語：Forest Hill）是位於美國堪薩斯州拉塞爾縣的一個鬼鎮。

## 歷史
森林山的郵政局於1878年設立，直到1895年結束營運。

## 地理
森林山所處的海拔為高於海平面567米（即1860英呎），而該地所採用的時區為UTC-6，即北美中部時區（CST）。同時該地設有夏令時間，為UTC-6調快一小時，即UTC-5（CDT）。